# 小行星8413
小行星8413（英語：8413 Kawakami）是一颗围绕太阳公转的小行星。1996年10月9日，上田清二、金田宏在钏路市发现了此天体。
这颗小行星的绝对星等为221.50927等。